# Ledomyia lugens
Ledomyia lugens är en tvåvingeart som först beskrevs av Jean-Jacques Kieffer 1894.  Ledomyia lugens ingår i släktet Ledomyia och familjen gallmyggor. Inga underarter finns listade i Catalogue of Life.